# NSun2
La protéine NSun2, ou ARNt (cytosine34-C5)-méthyltransférase, est une méthyltransférase qui catalyse la réaction :
S-adénosyl-L-méthionine + cytosine34 de pré-ARNtLeu(CCA)  {\displaystyle \rightleftharpoons }  S-adénosyl-L-homocystéine + 5-méthylcytosine34 de pré-ARNtLeu(CCA).
Cette enzyme est codée chez l'homme par le gène NSUN2. Elle introduit un groupe méthyle sur la cytosine en position des pré-ARNtLeu(CCA), ce qui a pour effet de stabiliser l'appariement codon–anticodon et donc de fiabiliser la traduction de l'ARN messager.